# Arnaud Massy
Arnaud Massy, född 6 juli 1877 i Biarritz, Frankrike, död 16 april 1950 i Étretat, Seine-Maritime, var Frankrikes bästa golfspelare genom tiderna.
Massy var son till en fårfarmare. Han arbetade själv på en fiskebåt och kompletterade sin inkomst genom att arbeta som caddie på Biarritz golfbana dit många av de bästa brittiska golfspelarna åkte när säsongen var slut i Storbritannien. På grund av sin medfödda talang lärde han sig spelet av dessa golfare och 1898 reste han till North Berwick i Skottland för att utveckla sina kunskaper inför en proffskarriär.
1906 vann Massy den första upplagan av French Open som spelades på en bana i Paris. Året efter vann han tävlingen igen då han försvarade titeln mot ett starkt startfält av brittiska spelare, bland andra den store Harry Vardon. Han följde upp segrarna i French Open genom att 1907 vinna The Open Championship på Hoylake. Hans seger höjde statusen på tävlingen i Frankrike och tillsammans med tre andra majorspelare spelade Massy uppvisningsmatcher i olika europeiska städer vilket bidrog till golfens popularitet på kontinenten.
1910 vann han Belgium Open och 1911 blev han tvåa i The Open Championship efter särspel mot Harry Vardon. Det året skrev Massy klart sin golfbok som blev mycket populär i Frankrike och den översattes till engelska för den brittiska marknaden. 1912 vann han den första upplagan av Spanish Open.
Massys golfkarriär fick ett avbrott på grund av första världskriget. När han gjorde militärtjänst i den franska armén sårades han vid Slaget vid Verdun men när kriget var slut kunde han återuppta sin golfkarriär.  Vid 41 års ålder hade han tappat fyra år men fortsatte att tävla. 1925, när han var 48 år, vann han French Open för fjärde gången och 1927 och 1928 vann han Spanish Open. När hans karriär började att gå ner så arbetade han som klubbprofessional på golfklubbar i England, Frankrike och Marocko. Han var gift med en engelsk kvinna och han bodde i Edinburgh under andra världskriget. Hans dotter fick namnet Hoylake efter den golfbana som han vann The Open Championship på.
Arnaud Massy drog sig tillbaka i Etretat i Normandie där han avled 1950. Han är fortfarande den ende franske golfspelare som har vunnit någon av de fyra majortävlingarna.

## Segrar i urval
- Belgium Open 1910
- The Open Championship 1907
- French Open 1906, 1907, 1911, 1925
- Spanish Open 1912, 1927, 1928

| Majorsegrare genom tiderna                                                                                     |           |              |             |                  |
| 200 olika spelare har vunnit i herrarnas majortävlingar. Arnaud Massy var den 33:e spelaren som vann en major. |           |              |             |                  |
| 1:a | 32:a      | 33:e         | 34:e        | 200:e            |
| Willie Park Sr                                                                                                 | Alec Ross | Arnaud Massy | Fred McLeod | Louis Oosthuizen |
| Lista över golfens majorsegrare                                                                                |           |              |             |                  |